# Andrés de Silva
Andrés de Silva, en portugués: André de/da Silva y en italiano: Andrea de Silva, (fl. 1510/1530) fue un compositor del Renacimiento, posiblemente de origen español, que trabajó en Roma y Mantua.

## Vida
Poco se sabe sobre Andrés de Silva y mucho se ha especulado. No debe confundirse con Andreas Silvanus, seudónimo de Andreas Waldner, el «buen amigo» al que se refiere Sebastian Virdung en su Musica getutscht (1511). Esta confusión llevó al Riemann Musiklexikon a darle un posible origen alemán u holandés. Su apellido y algunas características estilísticas de su obra parecen indicar un origen español hacia 1475.
También se ha especulado con su formación en la corte francesa y en el norte de Italia. La información, extendida por Lowinsky (1968) y en consecuencia por Kirsch (1971), se basa en la tesis de Lowinsky —en la actualidad refutada— de que dos de las fuentes centrales de la obra de Silva, el Codex Medici y el Codex Rusconi, serían de origen francés. Sin embargo, por lo que se ha podido deducir, toda su carrera musical se desarrolló en Italia.
Las primeras noticias que se tienen de él son del motete Gaude felix Florentia que compuso en 1513 con ocasión de la elección de Giovanni di Lorenzo de' Medici como el papa León X. Es probable que en ese momento se encontrase ya en Roma. Trabajó en la entonces capital de los Estados Pontificios para el papa León X como «cantor et compositor» y «cantor secretus» de la capilla privada desde por lo menos enero de 1519 y permaneció por lo menos hasta 1520.
Debió permanecer dentro del círculo de músicos empleados por el papa hasta poco antes de diciembre 1522, fecha en la que aparece en las listas de asalariados como empleado del duque Federico II Gonzaga en el ducado de Mantua. Las fuentes sugieren que a finales de la década todavía estaba vivo y se encontraba en Italia. A partir de ese momento se le pierde el rastro.

## Obra
Su música fue muy apreciada por sus contemporáneos pero su fama no fue duradera. La paulatina salida de este olvido se debe principalmente al redescubrimiento de su mérito musical. Luisa Lacal se quejaba a finales del siglo XIX de la falta de reconocimiento de Silva y otros compositores españoles:

¿Por qué no gozan fama universal las joyas inapreciables que produjeron en este género los maestros españoles? ¿Por qué se quedaron en su mayor parte bajo el polvo de los archivos? Porque nuestra situación topográfica en Europa y nuestro carácter y nuestras luchas, han contrariado y contrarían toda exportación, tanto artística como industrial. Así nacen aquí potentes las ideas y aquí se agostan ó se archivan sin que el mundo admire todo su valor. Pero conste que, de otro modo, la fama que ha inmortalizado las Lamentaciones, de Palestrina; el Tedeum, de Haendel; las Siete palabras, de Haydn; el Requiem, de Mozart; el Benedictus, de Beethoven; el Ave María, de Schubert, y el Miserere, de Donizetti, también hubiera engarzado entre las más valiosas joyas las sublimes obras de Morales, 1490-1533; de Victoria, 1540-1613; del valenciano Comes, 1568-1643; de Matías Navarro, Andrés de Silva, Bme. Escobedo, Vaqueraz, Fco. Guerrero, Diego de Ortiz, Joaquín Nebra, Salinas, Ledesma, Eslava, Carnicer y otros que fueron, con relación á su tiempo, tan sabios y fecundos como las mayores celebridades extranjeras.

Su obra compositiva se concentra entre 1510 y 1520, combinando el estilo de los Países Bajos del siglo XV con el francoflamenco, para conformar el aire italiano más moderno de la generación posterior a Josquin des Prés. Sus composiciones pueden ser descritas como cortas, sencillas y contemporáneas.
El conjunto musical que ha llegado hasta nuestros días es vasto e incluye al menos 6 misas, 31 motetes y una chanson. Sus obras no solo aparecen en manuscritos como el Códice Medici sino también en publicaciones de Ottaviano Petrucci, Andrea Antico, Pierre Attaignant y Johannes Petreius. También Miguel de Fuenllana en su Orphénica Lyra (Sevilla, 1554) incluye a Silva entre otros grandes autores como Arcadelt, Bernal, Confesta, Flecha, Fuenllana, Cascón, Gombert, Francisco Guerrero, Pedro Guerrero, Jachet, Josquin, Laurus, Lirithier, Lupus, Morales, Rabaneda, Andrés de Silva, Juan Vázquez, Verdelot y Willaert.